# Matabeleland

Matabeleland

Il Matabeleland è una regione dello Zimbabwe. Si divide in tre provincie: matabeleland settentrionale, matabeleland meridionale, Bulawayo (capitale). Si trova tra i fiumi Zambesi e Limpopo, nello Zimbabwe sud-occidentale ed è separato dalle Midlands dal fiume Shangani a ovest, ha una popolazione di 2.6 milioni di abitanti di cui 660 mila a Bulawayo.
La regione è chiamata così per via dei suoi abitanti, gli Ndebele (persone dai lunghi scudi), un gruppo arrivato dopo essere scappato dalle guerre Mfecani. Altri gruppi etnici nella regione sono i Tonga, Bakalanga, Venda, Nambya, Khoisan, Xhosa, Sotho, Tswana, e gli Tsonga.

## Storia

### Impero rozvi
Intorno al X e al XI secolo, il popolo bantu dei Bakalanga/vakaranga arrivò da sud e si insediò a Mapungubwe, nella valle del Limpopo e dello Shashi. Più tardi si espansero a nord fino al Grande Zimbabwe. Nel 15° secolo i Bakalanga/vakaranga crearono un forte impero a Khami sotto un potente sovrano chiamato Dlembeu. Questo impero si divise alla fine del 15° secolo e fu più tardi conquistato dai popoli Nguni.

### Regno Ndebele
Negli anni '30 del XIX secolo, Mzilikazi Khumalo, guidò un gruppo di Nguni e altri gruppi etnici dall'odierno Sudafrica fino all'Impero Rozwi degli Katanga, molti dei quali furono integrati per creare il Regno Ndebele. Mzilikazi era un generale dell'imperatore Shaka (Zulu) e organizzò questa regione etnicamente eterogenea in uno stato basato su un sistema militarista di città reggimentali e scelse come sua capitale Bulawayo (che significa "il luogo della strage"). Mzilikazi era uno statista di grande cultura, in grado di unire molti popoli diversi fra di loro in un regno forte e centralizzato. Nel 1840 il Regno di Matabeleland fu fondato.
Nel 1852 il governo boero del Transvaal fece un accordo con Mzilikazi. L'oro fu scoperto nel Matabeleland settentrionale nel 1867, aumentando l'interesse delle potenze europee nella regione. L'area, era popolata dai Zezuru, originari dell'antico regno di Mwenemutapa. Mzilikazi morì il 9 settembre 1868 vicino Bulawayo e gli succedette suo figlio Lobengula che, in cambio di armi e beni, diede molte concessioni ai britannici. Ma fu solo venti anni più tardi che il più importante di questi, la concessione Rudd, firmata nel 1888, diede a Cecil Rhodes diritti esclusivi sull'estrazione mineraria in molti territori orientali di Lobengula. La presenza di oro era già nota, ma con la concessione di Rudd, Cecil Rhodes ottenne il permesso di creare la Compagnia Britannica dell'Africa Meridionale.